# Pradobanket

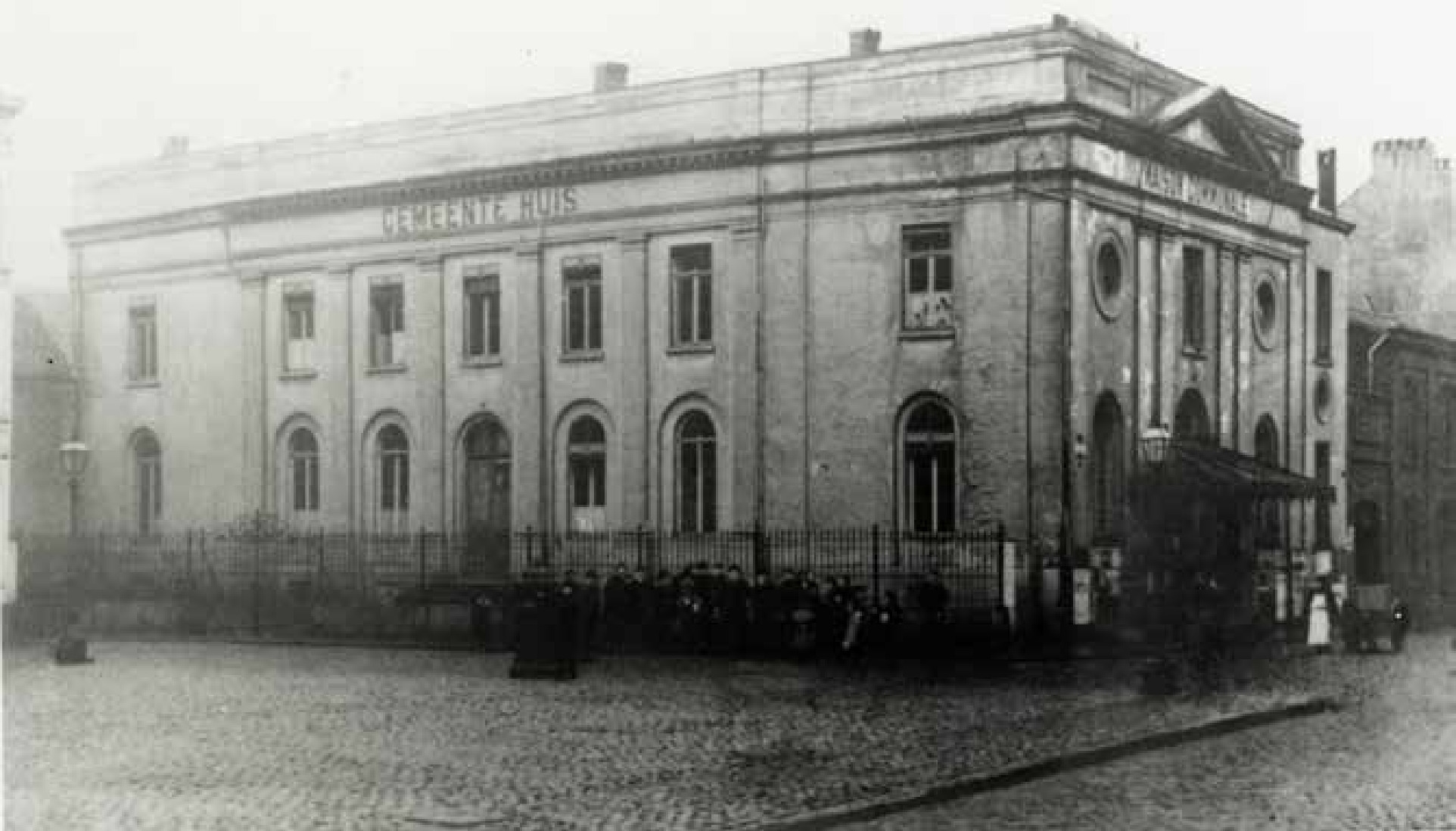
Het Prado waar het banket plaatsvond (op de foto al herbestemd tot gemeentehuis)

Het Pradobanket op 25 maart 1849 in Sint-Jans-Molenbeek was een bijeenkomst van Belgische republikeinen, die door royalistische manifestanten werd verstoord en door de autoriteiten werd beschouwd als een samenzwering. Drie kopstukken kregen de doodstraf, later omgezet in gevangenisstraf. De repressie veroorzaakte grote ontmoediging en sloeg de Belgische radicaal-democratische beweging voor lange tijd uit koers. Niet veel later volgde het trauma van de instorting van de Tweede Franse Republiek.

## Geschiedenis
Tijdens het revolutiejaar 1848 was de invasie van het republikeinse arbeiderslegioen tot staan gebracht bij Risquons-Tout. De zeventien doodstraffen op het assisenproces in Antwerpen, hoewel niet uitgevoerd, hadden een zware klap toegebracht aan de radicalen in België. Terwijl ze zich moeizaam probeerden te reorganiseren achter een eenheidsprogramma, trof de overheid hun clubs en banketten met een tweede repressiegolf. Dergelijke banketten waren bedoeld om het verbod op politieke bijeenkomsten en de Wet Le Chapelier te omzeilen door gebruik te maken van de grondwettelijke vrijheid van vereniging. 
Voor het banket, georganiseerd door de Brusselse club Réunion fraternelle in de toneelzaal Prado, waren er 1200 genodigden. Afgeschrikt door preventieve arrestaties en opgehouden door controles, schommelde de effectieve aanwezigheid rond de 500, voornamelijk Brusselse clubs maar ook delegaties uit Luik, Verviers en Henegouwen. Hoofdspreker was de astronoom Jean-Charles Houzeau, bijgestaan door Gerard Mathieu en Jan Pellering. Het voorzingen van de strijdliederen zou gebeuren door Nicolas Coulon. Het banket begon om 18u. Tijdens de toespraak van Mathieu vielen een honderdtal antirepublikeinse manifestanten onder Toon Reeper de zaal binnen en begonnen te vechten. Ruiten werden ingegooid. De massaal aanwezige ordediensten versperden de deuren, waarna het banket werd afgebroken en de deelnemers onder gejoel de zaal verlieten.
Edouard-Prosper André, voorzitter van de Réunion fraternelle, diende achteraf klacht in tegen de heethoofden, maar het gerecht gaf niet het minste gevolg. Integendeel klaagde procureur-generaal Charles-Victor de Bavay zes republikeinse kopstukken aan voor samenzwering: Ghislain Laurent, Mathieu Joseph Biot, Louis Rigot, Isidore Deprez, Prosper Esselens en Hector Mottet. De bewijslast was mager maar De Bavay zette al zijn overtuigingskracht in. Esselens, Biot en Laurent werden op 31 augustus 1849 door het assisenhof van Brabant ter dood veroordeeld, in beroep op 30 november omgezet tot vijftien jaar opsluiting. Mottet bekwam vrijspraak van de jury, maar zijn bedrijf in Verviers werd kapotgemaakt. Deprez ontsnapte naar Frankrijk, nadat hij tijdens zijn verhoor bezwarende verklaringen had afgelegd, en Rigot kon als Fransman niet terechtstaan bij gebrek aan uitleveringsverdrag. Voorzitter Houzeau kreeg van minister Charles Rogier ontslag als adjunct-directeur van de Koninklijke Sterrenwacht van België. Hij vertrok daarna naar Amerika.
De drie veroordeelden zaten hun straf uit in het Fort van Hoei. Biot kwam vrij op 7 november 1850, Laurent kreeg gratie op 29 maart 1853, en Esselens werd vrijgelaten op 22 juli 1856 nadat hij blind was geworden.

## Evaluatie
De republikeinen meenden dat de tegenmanifestatie georchestreerd was van bovenaf en voelden zich slachtoffer van repressieve verzinsels. Ook de socialistische historicus Louis Bertrand onderschreef deze visie, en hij werd daarin gevolgd door 20e-eeuwse auteurs als Jan D'Hondt en Gita Deneckere. Els Witte is genuanceerder en stipt aan dat er wel degelijk een fractie was die door geweld en complot de monarchie wilde omverwerpen. Via informanten waren de veiligheidsdiensten op de hoogte van een plan waarin de bijeenkomst in het Prado een rol speelde, maar al in een vroeg stadium werd dit voornemen onuitvoerbaar. Witte besluit dat een onrealistische aanzet tot een plan is aangegrepen om een onwelgevallige beweging uit te schakelen.